# DJ Quik
Девід Марвін Блейк (англ. David Marvin Blake; нар. 18 січня 1970, Комптон, Каліфорнія, США), відоміший під псевдонімом DJ Quik — американський репер, діджей та продюсер. За словами Квіка, його сценічне ім'я відображає його здатність писати пісні за короткий проміжок часу. Блейк співпрацював із Snoop Dogg, Nate Dogg, Tha Dogg Pound, Kurupt, Dr. Dre, 2Pac, Jay-Z, Chingy, R. Kelly, Shaquille O'Neal та іншими. Деякі з його найкращих пісень включають «Dollaz + Sense», «Tonite», «Born and Raised in Compton» і «Jus Lyke Compton».

## Ранні роки
Блейк народився 18 січня 1970 року в Комптоні, штат Каліфорнія. Головним чином був натхненний артистами жанру фанк та соул, такими як Роджер Траутман (який навіть навчив використовувати його ток-бокс, який став торговою маркою для звучання Куіка протягом усієї його кар'єри) та Джордж Клінтон. Після смерті Роджера Траутмена перестав використовувати ток-бокс, з поваги до свого коханого друга, аргументуючи це тим, що безліч виконавців почали використовувати ток-бокс після того, як Траутман помер, і йому це просто не подобалося — здавалося, що вони знущалися з музичного. спадщиною Траутмана. Любов Девіда до музики почалася 2 роки, оскільки мати мала велику колекцію музичних записів. У 12 років він почав грати на інструментах.
Почав продавати свої домашні мікстейпи після того, як йому подарували фонограф на закінчення 8-го класу. Квік заробляв на життя, проводячи невеликі вечірки у своєму кварталі, багато з яких закінчувалися сутичками місцевих банд. Був членом банди Westside Tree Top Piru. У 11 класі було відраховано зі школи. Протягом трьох років Квік був безпритульним, оскільки його мати втратила будинок через позбавлення права викупу закладеного майна і якийсь час Квік жив у свого друга Playa Hamm.

## Кар'єра
Блейк заслужив інтерес лейблів, зокрема Profile Records і Ruthless Records. Він підписав контракт з Profile Records влітку 1990 року. Пізніше Блейк пошкодував про свій контракт, і Eazy-E запропонував йому аванс у розмірі одного мільйона доларів. Profile Records надіслав до Ruthless Records листи про припинення та відмову.
Його дебютний альбом Quik Is the Name вийшов у 1991 році і містив два успішних R&B-сингли: «Tonite» та «Born and Raised in Compton». Альбом став номером 10 у чартах і став платиновим. Жоден з його наступних альбомів не досяг успіху його дебюту, хоча вони були добре прийняті. Через рік він випустив свій другий альбом Way 2 Fonky.
Третій альбом Safe + Sound вийшов на початку 1995 року і отримав золотий сертифікат. В цей період він активно продюсував пісні для Death Row Records, але так і не випустив альбом на лейблі. Квік брав участь в альбомі Тупака All Eyez on Me, хоча йому приписують лише продюсування «Heartz of Men» на цьому альбомі. Він також займався додатковим продакшном і зведенням половини альбому протягом двох днів. Quik знову з'явився в титрах у пісні з Тупаком під назвою «Thug Passion». Він також продюсував альбоми Dogg Food і Tha Doggfather. Пізніше DJ Quik сказав, що співпраця з лейблом Death Row — один з найкращих періодів у його житті.
Наступним альбомом Блейка був Rhythm-al-ism, який вийшов у 1998 році.
Його четвертий альбом Balance & Options вийшов у 2000 році.
У 2002 році виходить Under tha Influence, який допоміг спродюсувати Dr. Dre.
У тому ж році виходить його збірка хітів The Best of DJ Quik: Da Finale, який мав стати його останнім релізом. Обкладинка альбому виглядає майже так само, як обкладинка дебютника Quik Is the Name.
Пізніше він вирішив повернутися. 2003 року Jay-Z доручив Квіку продюсувати The Black Album. Репер Chingy працював із Quik над своїм альбомом Jackpot, який також став успішним. Квік працював для Roscoe, Butch Cassidy, Nate Dogg, E-40, TQ і Hi-C. 2003 року він також побачив, як 50 Cent став суперзіркою, оскільки альбом Get Rich or Die Tryin' містив In da Club, для якого Квік зробив барабани.
Після багатьох труднощів у 2005 році вийшов альбом Trauma. Він був проданий тиражем понад 100 000 копій.
9 червня 2009 року Quik і Kurupt випустили спільний альбом під назвою BlaQKout.
DJ Quik випустив свій восьмий студійний альбом The Book of David 19 квітня 2011 року. Альбом дебютував під номером 55 в американському чарті Billboard 200.

## Конфлікти
DJ Quik мав тривалий конфлікт з комптонським репером MC Eiht і його групою Compton's Most Wanted, яке тривало шість років. Ворожнеча почалася з композиції на дебютному мікстейпі Квіка The Red Tape, де містилися слова, які MC Eiht прийняв як неповагу до себе. Ворожнеча закінчилася у 1998 році.

## Дискографія
Студійні альбоми
- Quik Is the Name (1991)[7]
- Way 2 Fonky (1992)
- Safe + Sound (1995)[8]
- Rhythm-al-ism (1998)
- Balance & Options (2000)
- Under tha Influence (2002)
- Trauma (2005)
- The Book of David (2011)
- The Midnight Life (2014)[9]

Спільні альбоми
- Blaqkout з Kurupt (2009)
- Rosecrans з Problem (2017)

## Фільмографія
| Рік  | Фільм                                   | Роль    | Примітки     |
| ---- | --------------------------------------- | ------- | ------------ |
| 2003 | Visualism: The Art of Sound into Vision | Себе    | Головна роль |
| 2006 | Не поступитися Штейнам                  | Себе    | Камео        |
| 2010 | Меліс в Країні чудес                    | Піаніст |              |

| Рік  | Серіали                 | Роль                    | Примітки                         |
| ---- | ----------------------- | ----------------------- | -------------------------------- |
| 2004 | Шоу МетодМена і РедМена | Себе                    | Епізод: «Something About Brenda» |
| 2005 | Антураж                 | Себе                    | Епізод: «The Bat Mitzvah»        |
| 2007 | Всі ненавидять Кріса    | Хілтон «Hilly Hill» Рід | Епізод: «Everybody Hates DJ's»   |